# Lijst van Nederlandse scholen buiten Nederland
Dit is een lijst van Nederlandse scholen buiten Nederland waar groepsgewijs contactles gegeven wordt aan kinderen in het basis- en/of voortgezet onderwijs. De lijst is opgesplitst in vier soorten onderwijs:
- Volledig Nederlands onderwijs
- Internationale scholen met Nederlands en andere vak(ken) in de Nederlandse taal
- Dagscholen die een vak Nederlandse Taal en Cultuur (NTC) aanbieden als onderdeel van hun curriculum
- Zelfstandig NTC-onderwijs

Alle scholen zijn aangesloten bij de Stichting Nederlands Onderwijs in het Buitenland en vallen daarom (ten dele en/of onder andere) onder toezicht van de Nederlandse Onderwijsinspectie.

## Volledig Nederlands onderwijs
Op deze scholen wordt volledig basis- en/of voortgezet onderwijs gegeven in het Nederlands en volgens een Nederlands curriculum.

### Aruba
- Basisschool De Schakel, Oranjestad
- Schakel College, Oranjestad

### België
- Burgemeester Marnixschool, Schoten

### Curaçao
- H.J.A. Schroederschool, Julianadorp
- Pipita Basisschool, Willemstad
- Stichting Klein College Curaçao, Willemstad
- Abel Tasmancollege en Lyceum, Willemstad
- Vespuccicollege, Julianadorp

### Portugal
- Nederlands Onderwijs Algarve, Silves

### Suriname
- De Cederboom, Paramaribo
- Het Kleurenorkest, Paramaribo
- Nederlandse School Prinses Amalia, Paramaribo
- Het Nederlands Lyceum, Paramaribo

## Internationale Nederlandse scholen
Op deze scholen wordt basis- en/of voortgezet onderwijs gegeven volgens een internationaal of ander niet-Nederlands curriculum waarin Nederlands een belangrijke rol speelt. Naast onderwijs in de Nederlandse taal wordt ten minste één ander vak in de Nederlandse taal aangeboden.

### Egypte
- New Cairo British International School - Dutch stream, Cairo

### Frankrijk
- Lycée International de Saint-Germain-en-Laye, Nederlandse Afdeling, Parijs
- Lycée international de Ferney-Voltaire [en], Nederlandse Afdeling, Ferney-Voltaire

### Kenia
- Netherlands School Society, Nairobi

### Nigerië
- The Netherlands International School, Lagos

### Singapore
- Hollandse School Limited, Singapore

### Spanje
- Nederlandstalige School, Madrid

## GeïntegreerdNTC-onderwijs
Op deze scholen is het vak Nederlandse taal en cultuur geïntegreerd in het anderstalige basis- en/of voortgezet onderwijs

### Aruba
- International School of Aruba, Oranjestad

### België
- International School of Brussels, Watermaal-Bosvoorde

### Brunei
- Panaga school, Panaga, Seria

### China
- IVIO Wereldschool/LanguageOne, Shanghai-Suzhou
- De Rode Leeuw,  Beijing
- BISS Dutch School, SDS, Shanghai

### Curaçao
- International School of Curaçao, Emmastad

### Duitsland
- Euregio Realschule Kranenburg, Kranenburg

### Frankrijk
- Cité Scolaire International, Association pour la langue néerlandaise, Ferney Voltaire
- Lycée International de Saint-Germain-en-Laye, Parijs

### Indonesië
- Nord Anglia School, Jakarta

### Kazachstan
- De Nederlandse Kameel, Atiraw

### Maleisië
- IVIO Wereldschool/LanguageOne, Kuala Lumpur

### Nigeria
- The Netherlands International School, Lagos

### Noorwegen
- International School of Stavanger, NTC Stavanger, Hafrsfjord

### Polen
- Vereniging Tien voor Taal, Warschau

### Portugal
- International Preparatory School, Nederlands onderwijs Cascais, Alcabideche

### Singapore
- United World College of South-East Asia, Singapore
- German European School Singapore, IVIO Wereldschool/LanguageOne, Singapore

### Thailand
- NIST, Watthana, Bangkok
- St Andrews International School - Dutch stream, Rayong

### Verenigd Koninkrijk
- The International School Aberdeen, Aberdeen

### Verenigde Arabische Emiraten
- IVIO Wereldschool/LanguageOne, Dubai

### Verenigde Staten
- British International School of Houston, Houston, Texas

## Zelfstandig NTC-onderwijs
Deze organisaties bieden enkele uren per week groepsgewijs Nederlandse taal- en cultuuronderwijs aan voor leerlingen van basis- en/of voortgezet onderwijs, doorgaans ´s middags na schooltijd of in de weekenden.

### Argentinië
- De Knikkers, Olivos, Provincia de Buenos Aires

### Australië
- Duyfkenschool Brisbane, Cannon Hill, Queensland
- De Kangoeroe, Sydney
- IVIO Wereldschool/LanguageOne Perth, Mount Claremont

### Bangladesh
- Nederlandse School de Tiktikkie, Dhaka

### Bolivia
- Nederlandse School Cochabamba, Cochabamba

### Brazilië
- Colegio Colonia Holandesa, Arapoti, Paraná
- De Rioranje School, Botafogo en Barra da Tijuca, Rio de Janeiro

### Bulgarije
- Koningin Máximaschool, Sofia

### Burkina Faso
- De Tulp, Ouagadougou

### Cambodja
- De Wieken, Phnom Penh

### Canada
- De Esdoorn, Vancouver

### Chili
- De Andes, Santiago

### China
- IVIO Wereldschool/LanguageOne, Shanghai
- De Rode Leeuw, Beijing
- IVIO Wereldschool/LanguageOne, Hong Kong

### Congo-Kinshasa
- NTC School Kinshasa, Kinshasa

### Costa Rica
- De Boomkikker, San José

### Cyprus
- Zenon Nederlandse School Cyprus, Larnaca

### Denemarken
- De Nederlandse Taal en Cultuurschool Kopenhagen, Hellerup
- Stichting Nederlands Onderwijs Aarhus, Aarhus

### Duitsland
- Letterland, Stuttgart
- Stichting Nederlands Onderwijs Frankfurt, Oberursel
- Stichting School voor Nederlands Onderwijs in Hamburg, Hamburg
- De Brug, NTC Obergrafschaft, Bad Bentheim
- Stichting NTC Niedersachsen, Neuenhaus
- De Oranje Leeuw, Düsseldorf
- NOHB, Nederlands Onderwijs Hanzestad, Bremen
- Nederlandse school Berlijn, Prenzlauer Berg en Wilmersdorf, Berlijn
- De BibeleBonnseBerg School, Bonn
- Nederlandse School Karlsruhe, Karlsruhe
- Nederlandse school München, Neubiberg
- De Nederlandse school Keulen, Keulen-Poll

### Ecuador
- Nederlandse Taal- en Cultuur Ecuador, Quito

### Ethiopië
- De Taaltoekel, Addis Abeba

### Finland
- De Nederlandse School in Finland, Espoo

### Frankrijk
- Nederlands en Vlaams Taalcentrum Parijs, Le Pecq en Saint-Cloud
- De Oranje Leeuw - Nederlandstalig onderwijs in Lyon e.o., Sourcieux-les-Mines
- De Gouden Klomp, de Nederlandse school aan de Côte d´Azur, Opio
- International bilingual school of Provence, Luynes
- De Nederlandse school Parijs, Saint Merri

### Gambia
- De Lachende Zon, Tranquil, Banjul

### Ghana
- Nederlandse School Ghana, Accra

### Griekenland
- De Taalbrug,  Vereniging voor Nederlandse taal en cultuur Athene, Maroussi
- Halfweg, Agios Nikolaos
- De Vuurtoren, Chania
- De Leeuwenbekjes, Corfu
- De Tulpenbolletjes, Heraklion
- De Doorzetters, Lefkada
- Nederlandse school De Lage Landen, Athene
- NTC Rhodos, Rhodos
- De Kikkertjes, Thessaloniki
- Het Klokhuis, Chersonissos

### Hongarije
- NTC Budapest, Boedapest

### Ierland
- De Madelief, Dublin

### India
- De Oranje Pauw, New Delhi

### Indonesië
- Nord Anglia School, Jakarta
- De Taaltuin, Yogyakarta
- NTC Bali, Denpasar Selatan

### Israël
- Tweetalige Kids, Kibboets Einat, Drom HaSharon
- Dutch Education Israël, Tel Aviv en Raänana

### Italië
- NTC Firenze, Florence
- ´t Kofschip, Rome
- NTC Erasmus, Milaan

### Ivoorkust
- De Olifant, Abidjan

### Japan
- Nederlands Onderwijs Japan, Tokio

### Kenia
- DISK Kenia, Nairobi

### Luxemburg
- NTC Luxembourg A.S.B.L., Luxemburg-Grund

### Mexico
- De Sprinkhaan, Mexico-Stad

### Mozambique
- De Walvishaai, Maputo

### Myanmar
- De Pauw, Yangon

### Nepal
- ´t Bartje, Kathmandu

### Nicaragua
- De Springplank, Managua en Masaya

### Nieuw-Zeeland
- Nederlandse School Auckland, Auckland

### Noorwegen
- Het Noorderlicht, Bekkestua, Oslo
- NTC Stavanger, Hafrsfjord
- De IJsvogel, Bergen

### Oeganda
- De Kraanvogel, Kampala

### Oekraïne
- De Leeuw, Kiev

### Oman
- IVIO Wereldschool/LanguageOne, Muscat

### Oostenrijk
- Nederlandse School Steiermark, Graz
- NTC de Prater, Wenen

### Peru
- El Tulipán, Miraflores, Lima

### Polen
- Vereniging Tien voor Taal, Warschau

### Portugal
- De Olijftak, Alentejo
- Stichting Moedertaalonderwijs Porto, Porto
- De Windroos, Praia do Carvoeiro

### Qatar
- IVIO Wereldschool/LanguageOne, Doha

### Roemenië
- De Trekvogel, Boekarest, Judet Ilfov

### Rusland
- NTC Mishka, Moskou

### Rwanda
- Het Nest, Kigali

### Saudi-Arabië
- De Zandbak, Riyad

### Senegal
- De Oranje Baobab, Dakar

### Singapore
- IVIO Wereldschool/LanguageOne, Singapore

### Spanje
- Oranje-dijkschool, Barcelona
- De Club Nederlands in Barcelona, Barcelona
- Parasol Costa del Sol, Torremolinos
- La Moraleja, Madrid
- Nederlandstalige School op Mallorca, Palma de Mallorca
- Nederlands onderwijs op Ibiza, Santa Gertrudis de Fruitera

### Taiwan
- Nederlandse School Taipei, Taipei

### Tanzania
- De Plevier, Dar-es-Salaam
- Stichting NTC Arusha, Moshi

### Thailand
- Nederlandse School Bangkok, Pak kret, Nonthaburi

### Tsjechië
- ´t Nopje, Praag

### Turkije
- De Bonte Koe, Bodrum
- NTC Marmaris, Marmaris
- De Nederlandse School Istanbul, Etiler
- De Oranje Klomp, Ankara
- Stichting Lale, Antalya

### Verenigd Koninkrijk
- De Zeven Eiken, Oxford, Sevenoaks, Kent
- De Regenboogschool, Londen
- NTC NOBEL, Egham, Surrey
- De Vaarboom, Cambridge
- De Droomtorens, Oxford
- De Luchtballon, Chester, Cheshire

### Verenigde Arabische Emiraten
- IVIO Wereldschool/LanguageOne, Dubai
- IVIO Wereldschool/LanguageOne, Abu Dhabi

### Verenigde Staten
- De Molenwiek, Atlanta en Roswell, Georgia
- De Brug, Portland, Oregon
- De Petteflet, Denver, Colorado
- De Nederlandse School in Bethesda, Maryland
- De Tul(i)pschool, Chicago, Illinois
- Dutch School Silicon Valley, Palo Alto, San Francisco, San José en Berkeley, Californië
- Dutch School of SoCal, Valley Village North Hollywood, Santa Ana en La Jolla, Californië
- De Bonte Leeuw, Boston, Massachusetts
- Oranjeschool, Mercer Island, Washington
- De Oranjebloesem, Davie, Florida
- ´t Klokhuis, Gillette, Morris County, New Jersey
- De Eekhoorn, the Woodlands, Texas
- De Nederlandse school Cleveland - De Taaltuin, Shaker Hights, Ohio

### Vietnam
- De Blauwe Lotus, Hanoi
- Nederlandse School Saigon, Ho Chi Minhstad

### Zambia
- Nederlandse taalschool Lusaka, Lusaka

### Zimbabwe
- Stichting Nederlands Onderwijs Harare, Harare

### Zuid-Afrika
- Nederlandse School Kaapstad, Mowbray
- De Nederlandse School in Johannesburg en Pretoria
- Het Oranje Park, Johannesburg-Noord

### Zweden
- De Nederlandse school Stockholm, Djursholm

### Zwitserland
- De Taalfontein, Genève
- Stichting NTC Zürich, Zürich
- De Alpentulp, Baar